# Томас Вудсток (пьеса)
Томас Вудсток (Вудсток), иногда также называемая Ричард II, часть I — безымянная историческая хроника неизвестного автора Елизаветинской эпохи. Её авторство некоторые исследователи приписывали Уильяму Шекспиру, но существуют и другие возможные авторы. Пьеса часто включается в основные издания апокрифических произведений Шекспира. Считается, что Шекспир мог знать эту пьесу и написать своего «Ричарда II» в качестве продолжения «Томаса Вудстока».

## Действующие лица
Согласно изданию пьесы 2002 года, выполненного Питером Корбином и Дугласом Седжем, действующими лицами пьесы являются:
- Томас Вудсток, герцог Глостер, дядя короля и лорд протектор.
- Джон Гонт, герцог Ланкастер, дядя короля.
- Эдмунд Лэнгли, 1-й герцог Йоркский, дядя короля.
- Ричард Фицалан, 11-й граф Арундел, адмирал Англии.
- Граф Суррей (возможно, Томас Холланд, 1-й герцог Суррей).
- сэр Томас Чейн[англ.], сторонник Вудстока и его братьев.
- Николас Экстон[англ.], лорд-мэр Лондона.
- Король Ричард II Английский.
- сэр Генри Грин, фаворит Ричарда II.
- сэр Уильям Бэгот, фаворит Ричарда II, шериф Лестера.
- сэр Джон Буши, фаворит Ричарда II, шериф Линкольна.
- сэр Томас Скруп, фаворит Ричарда II, казначей Англии.
- сэр Роберт Тресильян[англ.], юрист.
- Нимбл, человек Тресильяна.
- Слуга Тресильяна.
- Кросби, служащий суда Тресильяна.
- Флеминг, служащий суда Тресильяна.
- Мастер Ингоренс, байли из Данстебла.
- Фермер.
- Мясник.
- Коутел, фермер.
- Школьный учитель.
- Слуга.
- Уистлер.
- Слуга в замке Плеши.
- Курьер.
- Лошадь Курьера.
- Синтия.
- Шериф Кента.
- Шериф Нортумберленда.
- Лаполь, губернатор Кале.
- Призрак Эдуарда Чёрного принца.
- Призрак Эдуарда III Английского.
- Первый убийца.
- Второй убийца.
- Дворянин.
- Солдат гарнизона Кале.
- Анна Богемская, королева Англии.
- Элеонора де Богун, герцогиня Глостер, жена Томаса Вудстока.
- Филиппа де Куси[англ.], герцогиня Ирландии, вдова королевского фаворита Роберта де Вера.
- Служанка королевы.
- Придворные, маски, дворяне, слуги, горничные, солдаты, лучники.

## Сюжет
Пьеса описывает события истории Англии конца XIV века, в результате которых был убит Томас Вудсток, герцог Глостер, дядя короля Ричарда II.

## Текст
Пьеса сохранилась только в виде неполной рукописи без названия и упоминания автора. Она является частью коллекции из 15 пьес, обнаруженных Джеймсом Холливелом-Филипсом. В настоящее время рукопись хранится в Британской библиотеке, занесённая в каталог как MS Egerton 1994. В указанной коллекции содержится ещё одна пьеса (Эдмунд Железнобокий), авторство которой ряд исследователей приписывали Уильяму Шекспиру. Указанный сборник был составлен в XVII веке актёром Уильямом Картрайтом.
Сведений о том, что данная пьеса ставилась во времена Уильяма Шекспира не существует. Но, по мнению современных исследователей, потёртость рукописи, наличие примечаний, ссылающихся на имена конкретных актёров, наличие инструкций на полях свидетельствует о том, что пьеса часто ставилась даже в Яковианскую эпоху.
Расшифровка текста рукописи была опубликована в 1924 году Обществом Малоуна. Полностью отредактированный текст пьесы публиковался в 1946 (А. П. Росситер), 2002 (П. Корбин и Д. Седж) и 2003 годах (М. Иган).

## Название и авторство
Сохранившаяся рукопись пьесы не имеет название. Большинство исследователей, исследовавших её текст, называют пьесу «Томас Вудсток» или просто «Вудсток». При этом некоторые исследователи называют её «Ричард II, часть 1» либо в качестве основного названия, либо подзаголовка. Основанием для этого названия является тот факт, что в пьесе описываются события, непосредственно предшествующие пьесе Уильяма Шекспира «Ричард II». А. П. Роситер, который редактировал текст пьесы в 1946 году, отмечает, что главным героем является Томас Вудсток, а не король, поэтому называет её «Вудсток». Корбин и Седж в своём издании доказывают, что Шекспир был знаком с текстом пьесы и черпал в ней вдохновение.
Поскольку текст пьесы перекликается с исторической хроникой «Ричард II», появилась версия, что и её написал Уильям Шекспир. Однако не все исследователи разделяют эту гипотезу. Так А. П. Росситер указав, что стихи в пьесе «серые», заявил по поводу автора: «Нет ни малейшего шанса, что он был Шекспиром», хотя и признал, что «в авторе есть что-то от упрощённого Шекспира». Высказывались и другие гипотезы об авторе «Вудстока». Так в 2001 году Макдональд Джексон на основании проведённого статистического анализа предположил, что её автором мог быть Самюель Роули. Корбин и Седж указывают, что пьеса была написана автором «значительного диапазона и кометентности», но считают любую аттрибуцию Шекспира или «любого другого автора» «крайне спекулятивной». Тем не менее они отмечают, что единственным известным драматургом 1590-х годов, чей стиль больше всего напоминает «Томаса Вудстока», является именно Шекспир.
М. Иган в 2006 году выпустил четырёхтомное издание, в котором провёл анализ авторства, представив аргументы в пользу авторства Шекспира.
Пьеса часто включалась в издания апокрифических произведений Шекспира.

## Датировка создания пьесы
Согласно редактору «Общества Мелоуна» большинство исследователей датируют создание пьесы между 1591 и 1595 годами. Уле и Бейкер, которые считают автором «Вудстока» Кристофера Марло, относят написание к 1582 году. Корбин и Седж считают, что пьеса была создана незадолго до 1595 года, а Иган — к 1592—1593 годам. М. Джексон считает, что она была написана в первое десятилетие XVII века и была, скорее, приквелом, чем источником «Ричарда II». Эрик Сэмс в 2008 году предположил, что пьеса была написана около 1590 года.

## Издания
- Rossiter A. P. Woodstock: A Moral History. — London: Chatto & Windus, 1946.
- Corbin P., Sedge D. Thomas of Woodstock: or, Richard II, Part One. — Manchester, U.K.; New York: Manchester University Press, 2002. — ISBN 0719015634.